# Kloster Gehrden

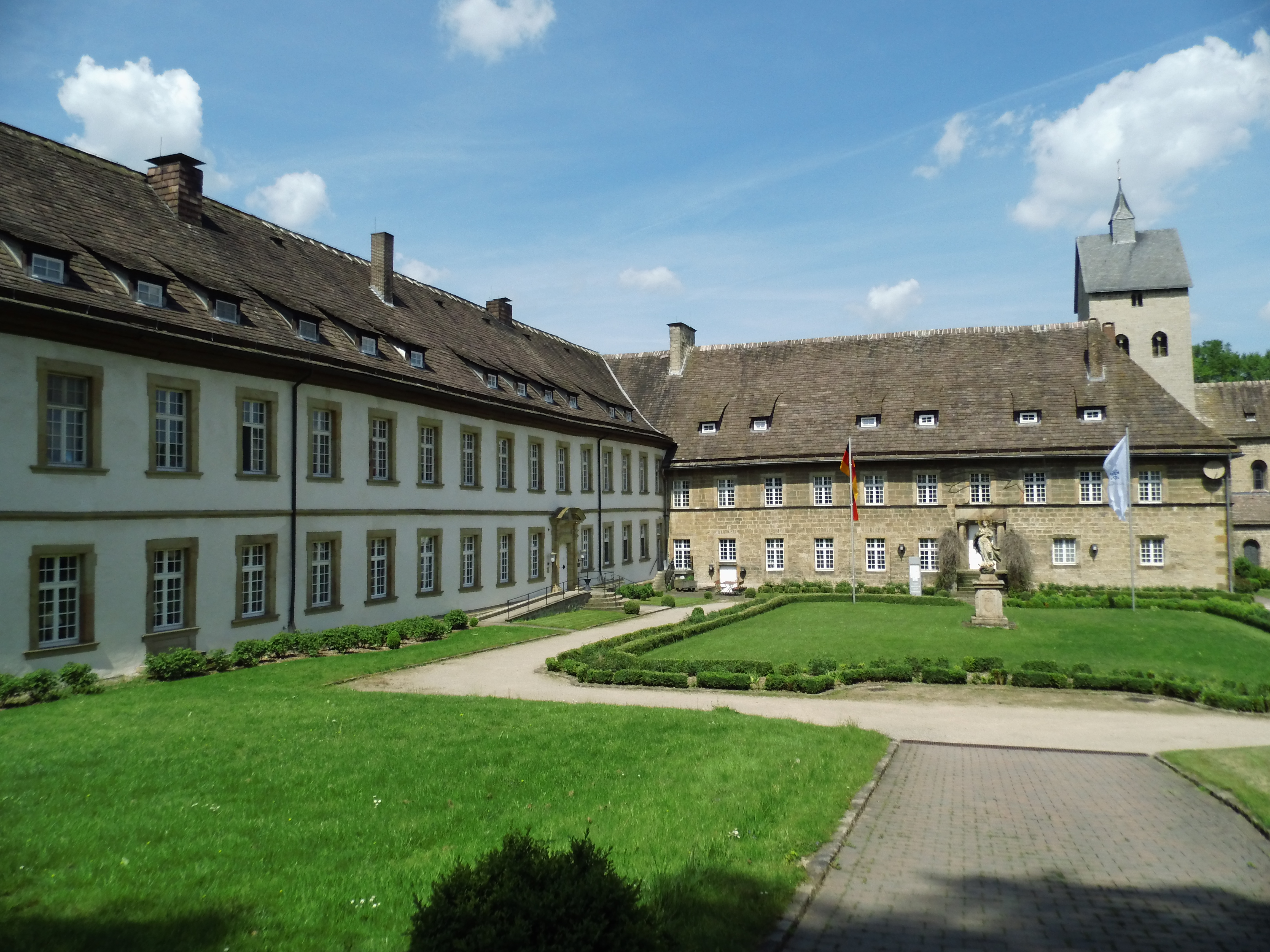
Kloster Gehrden

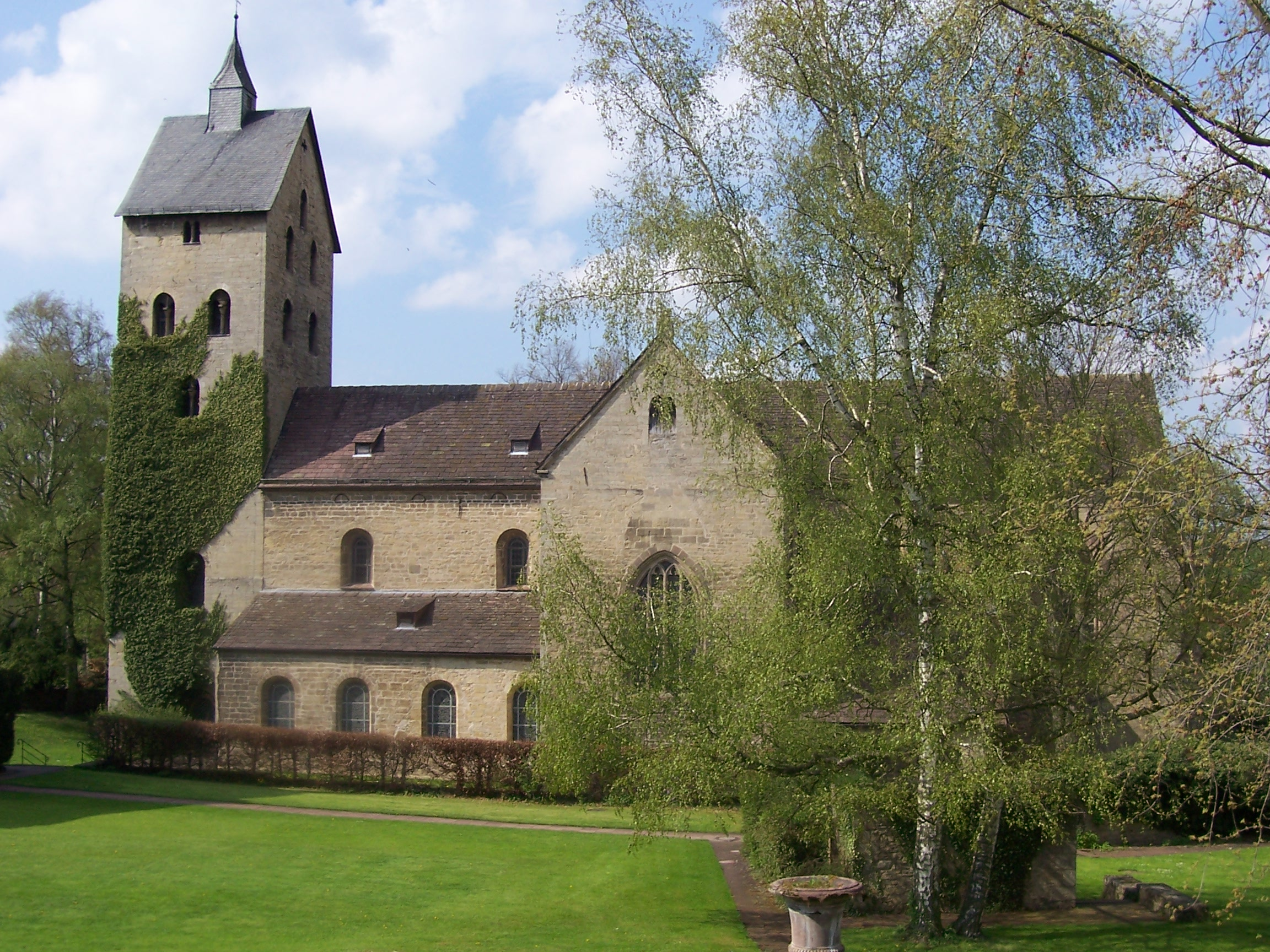
Klosterkirche St. Peter und Paul

Das Kloster Gehrden ist eine ehemalige Benediktinerinnenabtei in Brakel-Gehrden im Kreis Höxter im heutigen Nordrhein-Westfalen. Die ehemalige Klosterkirche besitzt das größte historische Glockengeläut Westfalens.

## Geschichte

### Gründung und erste Blütezeit
Die Gründungsgeschichte des Klosters ist durch spätere Urkundenfälschungen, vor allem der vermeintlichen Gründungsurkunde von 1138, verunklärt. Die eigentliche Gründung erfolgte 1142 durch den Paderborner Bischof Bernhard I. von Oesede, der das Benediktinerinnenkloster St. Maria von der Iburg bei Bad Driburg nach Gehrden verlegt. Für die Klostergründung stellte der Edelherr Heinrich von Gehrden seinen gesamten Gutsbesitz in Gehrden und im benachbarten Siddessen zur Verfügung. Das Kloster gewann in der Folgezeit durch den Eintritt zahlreicher Angehöriger des regionalen Adels an Besitz und Einfluss. 1173 erfolgte eine große Stiftung von Landbesitz durch Werner von Brach und seiner Ehefrau Beatrix an das Kloster, welche letztere um 1200 als Priorin das Kloster leitete.
Unmittelbar nach der Übersiedlung des Klosters an seinen jetzigen Ort war die neue Klosterkirche, eine gewölbte Querhausbasilika nach dem Vorbild der 1151 geweihten Abteikirche von Lippoldsberg entstanden, der mächtige Westturm folgte im  frühen 13. Jahrhunderts. Aus der Zeit um 1200 stammt die mit reichem Eisenbeschlag versehene Tür im Nordportal der Kirche.
Unter der Äbtissin Ida von Bonnichhusen erfolgte 1305 die Gründung eines Tochterklosters in Dalhausen. 1319 erhielt die Siedlung nördlich des Klosters Stadtrechte. 1474 schloss sich der Konvent der spätmittelalterlichen Reformbewegung der Bursfelder Kongregation an.

### Säkularisation
Im Zuge der Säkularisation verließen die Benediktinerinnen 1810 das Kloster, das zu einem weltlichen Schloss mit barockem Park ausgebaut wurde. Zum Zeitpunkt seiner Auflösung befanden sich im Kloster noch elf Chorschwestern und vier Laienschwestern. Graf Bocholtz-Asseburg zu Niesen, der Zeremonienmeister von Jérôme Bonaparte, baute die Konventsgebäude zu einem Schloss um und ließ  Teile abreißen. Das Gebäude wechselte daraufhin mehrmals den Besitzer und war ab 1965 im Besitz des Erzbistums Paderborn. Heute befindet sich die Anlage in Privatbesitz.

### Heutige Nutzung
Seit Mitte der 1960er-Jahre nutzte das Familienbildungswerk im Erzbistum Paderborn das Anwesen als Bildungsstätte. Heute befindet sich nach Umbauten und Renovierung in den Jahren 2007/2008 im Kloster ein Hotel.
Im Garten findet sich die Zwölf-Apostel-Linde. Das Alter der Linde wird nach unterschiedlichen Schätzungen mit 400 bis 800 Jahre angegeben. Der Umfang des Stammes beträgt etwa 10 Meter bei einer Höhe von 20 Metern.

## Turmuhr
Ein historisches Uhrwerk der Klosterkirche wurde zum Herzstück des am 9. November 1989 in Berlin vom Juwelier Jens Lorenz präsentierten Kunstwerks mit der Inschrift „Zeit sprengt alle Mauern“. „Es sieht fast so aus, als würde das, was ich hier heute vor Ihnen enthülle, von den Zeitgeschehnissen eingeholt werden“, beendete Lorenz seine Rede vor 250 geladenen Gästen. Am selben Abend fiel die Berliner Mauer.

## Liste der Äbtissinnen
- Lutgardis o. J. (nur im Nekrolog)
- Beatrix 1200 bzw. kurz danach (Witwe des Werner de Brach)
- Wigmodis 1227
- Jutta 1245
- Jutta von Badenstene 1245 (magistra)
- M. 1252
- Alheidis de Schöneberg 1260/1268
- B. 1284
- Woldradis 1297
- Ida von Bonnichhusen 1305
- Gisle von Luthardessen 1420
- Elisabeth (?) Nagel vor 1464/1474
- Gertrud von Bunstrup (Dumstorp) 1464/1474–1489
- Alveradis (de) Beghe(n) 1490/1529
- Anna van der Borch 1529–1574
- Dorothea von Offen 1574–1603
- Angela von Oeynhausen 1603–1634
- (Sedisvakanz 1635–1636)
- Ida von Bönninghausen 1636–1657
- Sophia Agnes de Wylstrop (Wilstorph) gen. Cölbe 1657–1678
- Clara Luberta von Westphalen 1678
- Anna Catharina von Oeynhausen 1679–1693
- Margaretha Josina Ursula von Schorlemer 1696–1705
- Johanna Wilhelma Elisabeth von Haxthausen 1705–1711
- Maria Anna Catharina de Groten bzw. Groote 1711–1716
- Victoria Dorothea von Juden 1716–1741
- Henrietta Scholastica von Canstein 1741–1773
- Maria Victoria von Juden 1773–1798
- Maria Victoria (von) Burchard 1798–1810.